# Faiçal I do Iraque
Faiçal I (em árabe: فيصل الأول العراق; Taife, 20 de maio de 1885 – Berna, 8 de setembro de 1933) foi Rei do Reino Árabe da Síria entre março e julho de 1920, e Rei do Iraque de 1921 até sua morte em 1933. Era o terceiro filho do rei Huceine ibne Ali, o Grande Xarife de Meca e Rei de Hejaz, que se proclamou Rei das terras Árabes em outubro de 1916.
Faiçal promoveu a união entre Muçulmanos Sunitas e Xiitas para estimular a lealdade comum e promover o Pan-arabismo com o objetivo de criar um Estado Árabe que incluísse o Iraque, a Síria e o resto do Crescente Fértil. Enquanto esteve no poder, Faiçal tentou diversificar a sua administração incluindo diferentes grupos étnicos e religiosos em posições importantes. No entanto, a tentativa de Faiçal de nacionalismo pan-Árabe pode ter contribuído para o isolamento de certos grupos religiosos.

## Início da vida
Faiçal nasceu em Meca, Império Otomano (na atual Arábia Saudita) em 1885, o terceiro filho de Huceine ibne Ali, o Grande Xarife de Meca. Ele cresceu em Constantinopla e aprendeu sobre liderança com o seu pai. Em 1913, ele foi eleito como representante à cidade de Jidá para o parlamento Otomano.
Em 1916, em uma missão a Constantinopla, Faiçal visitou Damasco duas vezes. Em uma dessas visitas, ele recebeu o Protocolo de Damasco, junto com o grupo de nacionalistas Árabes Al-Fatat.

## Primeira Guerra Mundial e Revolta Árabe

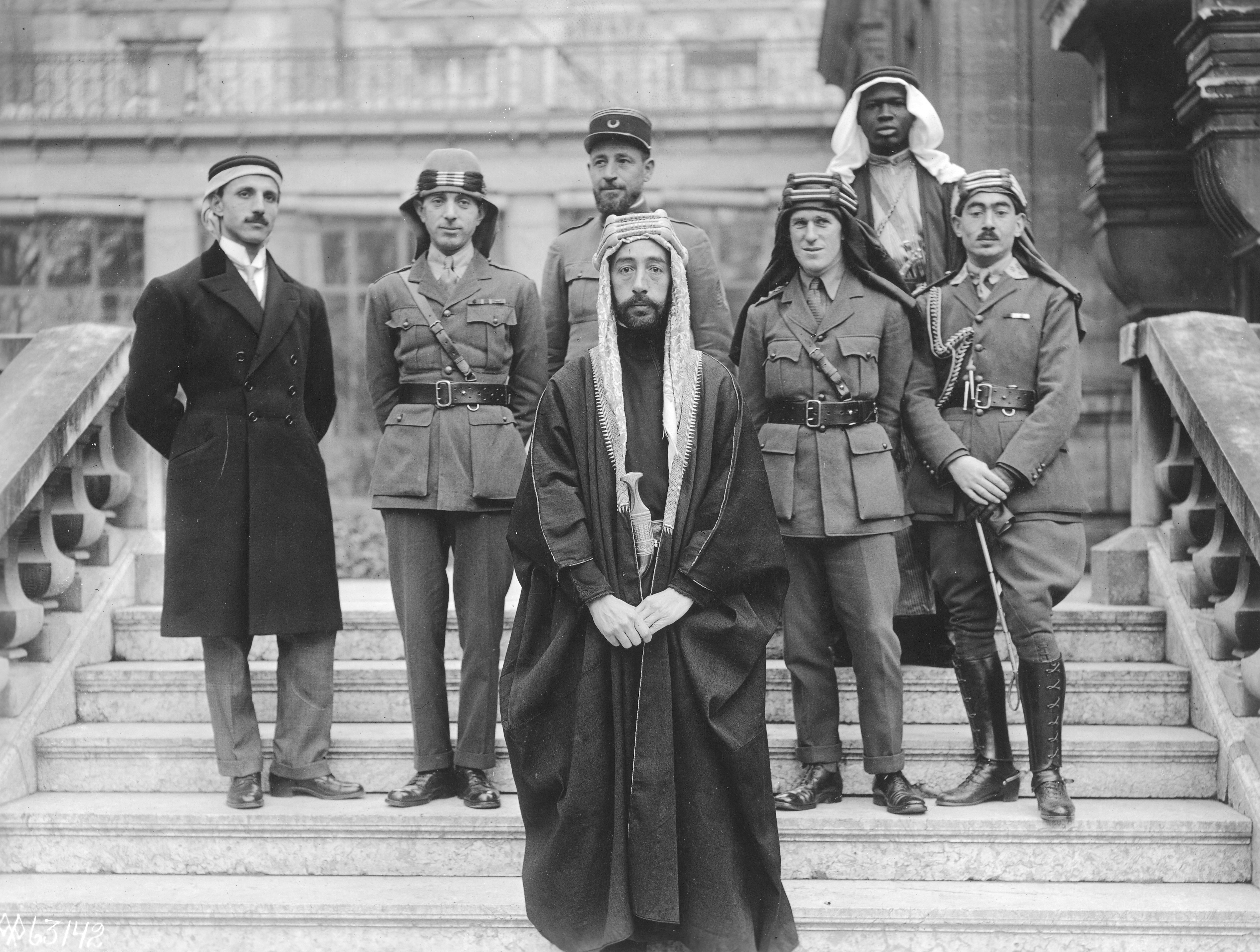
Delegação do Emir Faiçal em Versalhes, durante a Conferência de Paz de Paris de 1919. Esquerda à direita: Rustum Haidar, Nuri as-Said, Príncipe Faiçal, Capitão Pisani (atrás de Faiçal), T. E. Lawrence, membro desconhecido de sua delegação, Capitão Tahsin Kadry

Em 23 de Outubro de 1916, em Hamra, no Wadi Safra, Faiçal conheceu o capitão T. E. Lawrence, um oficial júnior da inteligência Britânica do Cairo. Lawrence, que imaginava um estado Árabe independente No pós-guerra, procurou o homem certo para liderar as forças Haxemitas a alcançar esse objetivo. Em 1916-18, Faiçal liderou o Exército do Norte da rebelião que confrontou os Otomanos na região que viria a se tornar mais tarde na Arábia Saudita ocidental, na Jordânia e na Síria. Em 1917, Faiçal, desejando um império para si mesmo em vez de conquistar um para seu pai, tentou negociar um acordo com os Otomanos sob o qual ele governaria os vilaietes Otomanos da Síria e Mosul como um vassalo Otomano. Em Dezembro de 1917, Faisal contatou o General Cemal Paxá declarando sua disposição de desertar para o lado Otomano, desde que lhe dessem um império para governar, dizendo que o acordo Sykes-Picot o tinha desiludido e agora queria trabalhar com os seus companheiros Muçulmanos. Apenas a falta de vontade das Três Paxás para subcontratar uma parte governante do Império Otomano para Faiçal o manteve leal ao pai quando finalmente se deu conta de que os Otomanos estavam apenas a tentar dividir e conquistar as forças Haxemitas. Em seu livro Os Sete Pilares da Sabedoria, Lawrence procurou dar um melhor brilho a conduta de Faiçal, uma vez que contrariava a imagem que ele procurava promover de Faiçal como amigo fiel dos Aliados traídos pelos Ingleses e pelos Franceses, alegando que Faiçal estava apenas procurando dividir as facções "nacionalistas" e "islâmicas" no Comitê para a União e o Progresso (CUP). Os historiadores Israelenses Efraim Karsh e sua esposa Inari escreveram que a veracidade do relato de Lawrence está em aberto, uma vez que a principal disputa dentro da CUP não foi entre o Islamista Cemal Paxá e o nacionalista Mustafa Kemal como alegado por Lawrence, mas entre Enver Paxá e Cemal Paxá. Na primavera de 1918, após a Alemanha ter lançado a Operação Michael em 21 de Março de 1918, que pareceu por um tempo preordenar a derrota dos Aliados, Faiçal novamente contatou Cemal Paxá pedindo paz desde que ele fosse autorizado a governar a Síria como um vassalo Otomano. Cemal confiante da vitória se recusou a considerar. Depois de um cerco de 30 meses, ele conquistou Medina, derrotando a defesa organizada por Facri Paxá e saqueando a cidade. O Emir Faiçal também trabalhou com os Aliados durante a Primeira Guerra Mundial na sua conquista da Grande Síria e na captura de Damasco em outubro de 1918. Faiçal tornou-se parte de um novo governo Árabe em Damasco, formado após a captura da cidade em 1918. O papel do Emir Faiçal na Revolta Árabe foi descrita por Lawrence em Seven Pillars of Wisdom. No entanto, a precisão desse livro, não menos importante a importância dada pelo autor à sua própria contribuição durante a Revolta, tem sido criticada por alguns historiadores, incluindo David Fromkin.

## Pós Primeira Guerra Mundial

### Participação na conferência de paz

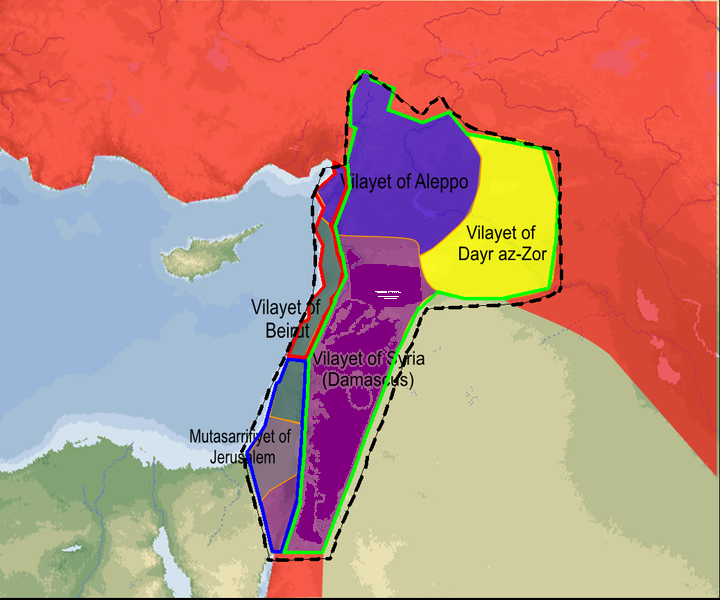
Reino da Síria em 1918

Em 1919, o Emir Faiçal liderou a delegação Árabe na Conferência de Paz de Paris e, com o apoio da experiente e influente Gertrude Bell, defendeu o estabelecimento de emirados Árabes independentes para as áreas predominantemente árabes anteriormente mantidas pelo Império Otomano.

### Grande Síria
Forças britânicas e árabes tomaram Damasco em outubro de 1918, que foi seguido pelo Armistício de Mudros. Com o fim do governo turco em outubro, Faiçal ajudou a estabelecer um governo Árabe, sob proteção Britânica, na Grande Síria controlada pelos Árabes. Em maio de 1919, foram realizadas eleições para o Congresso Nacional da Síria, que se reuniu no ano seguinte.

### Acordo Faysal-Weizmann

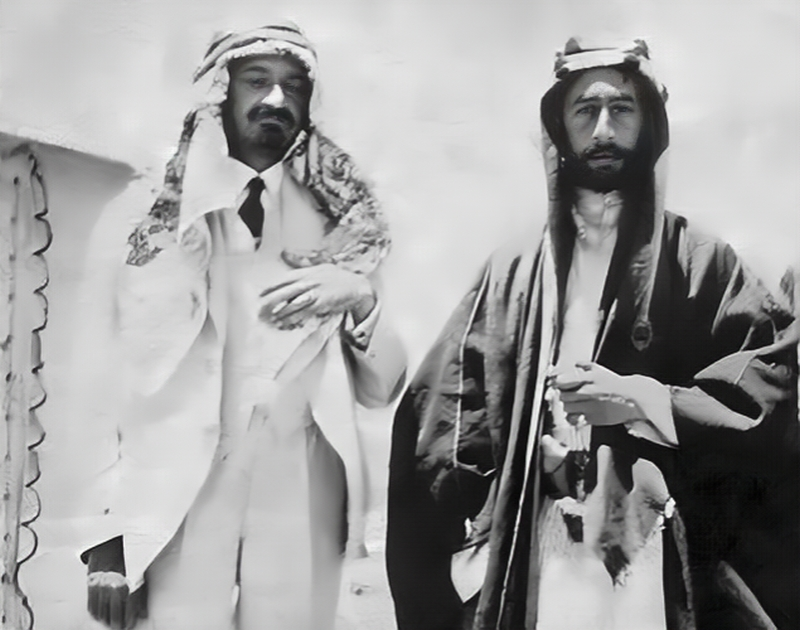
Faiçal (direita) com Chaim Weizmann na Síria, 1918

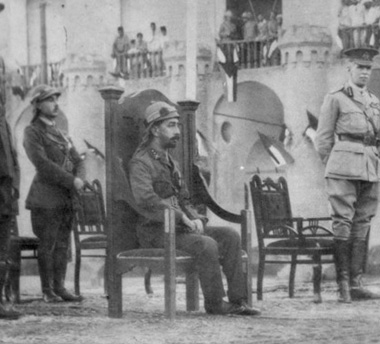
Coroação do Príncipe Faiçal como Rei do Iraque

Em 4 de Janeiro de 1919, o Emir Faiçal e o Dr. Chaim Weizmann, Presidente da Organização Sionista, assinaram o Acordo Faiçal-Weizmann à Cooperação Árabe-Judaica, no qual Faiçal aceitou condicionalmente a Declaração Balfour, um documento em tempo de guerra que prometia apoio Britânico ao desenvolvimento de uma pátria Judaica na Palestina, sobre a qual ele fez a seguinte declaração:
"Nós Árabes ... olhamos com a mais profunda simpatia para o movimento sionista. Nossa deputada aqui em Paris está plenamente familiarizada com as propostas apresentadas ontem pela Organização Sionista à Conferência de Paz, e nós as consideramos moderadas e adequadas. Nós vamos fazer o nosso melhor, na medida em que estamos preocupados, para ajudá-los: vamos desejar aos judeus um regresso mais caloroso ... Estou ansioso, e o meu povo olha comigo olha à frente, para um futuro em que vamos ajudar você e você nos ajudará, para que os países nos quais nos interessamos mutuamente voltem a ocupar os seus lugares na comunidade dos povos civilizados do mundo ".
Estas promessas não foram cumpridas imediatamente, em alguns casos até depois do estabelecimento do estado judaico de Israel, mas uma vez que os estados Árabes receberam autonomia das potências europeias, anos após o Acordo Faisal-Weizmann, e estes novas nações Árabes foram reconhecidas pelos europeus e pela ONU, Weizmann argumentou que, desde que o prometido foi eventualmente cumprido, o acordo para uma pátria Judaica na Palestina ainda existe. Na verdade, porém, essa esperada parceria tinha pouca chance de sucesso e era uma carta morta no final de 1920. Faiçal esperava que a influência Sionista na política Britânica fosse suficiente para impedir os projetos Franceses na Síria, mas a influência Sionista nunca pode competir com os interesses Franceses. Ao mesmo tempo, Faiçal não conseguiu uma simpatia significativa entre seus defensores da elite Árabe à ideia de uma pátria Judaica na Palestina, mesmo sob a suserania Árabe.

## Rei da Síria e do Iraque

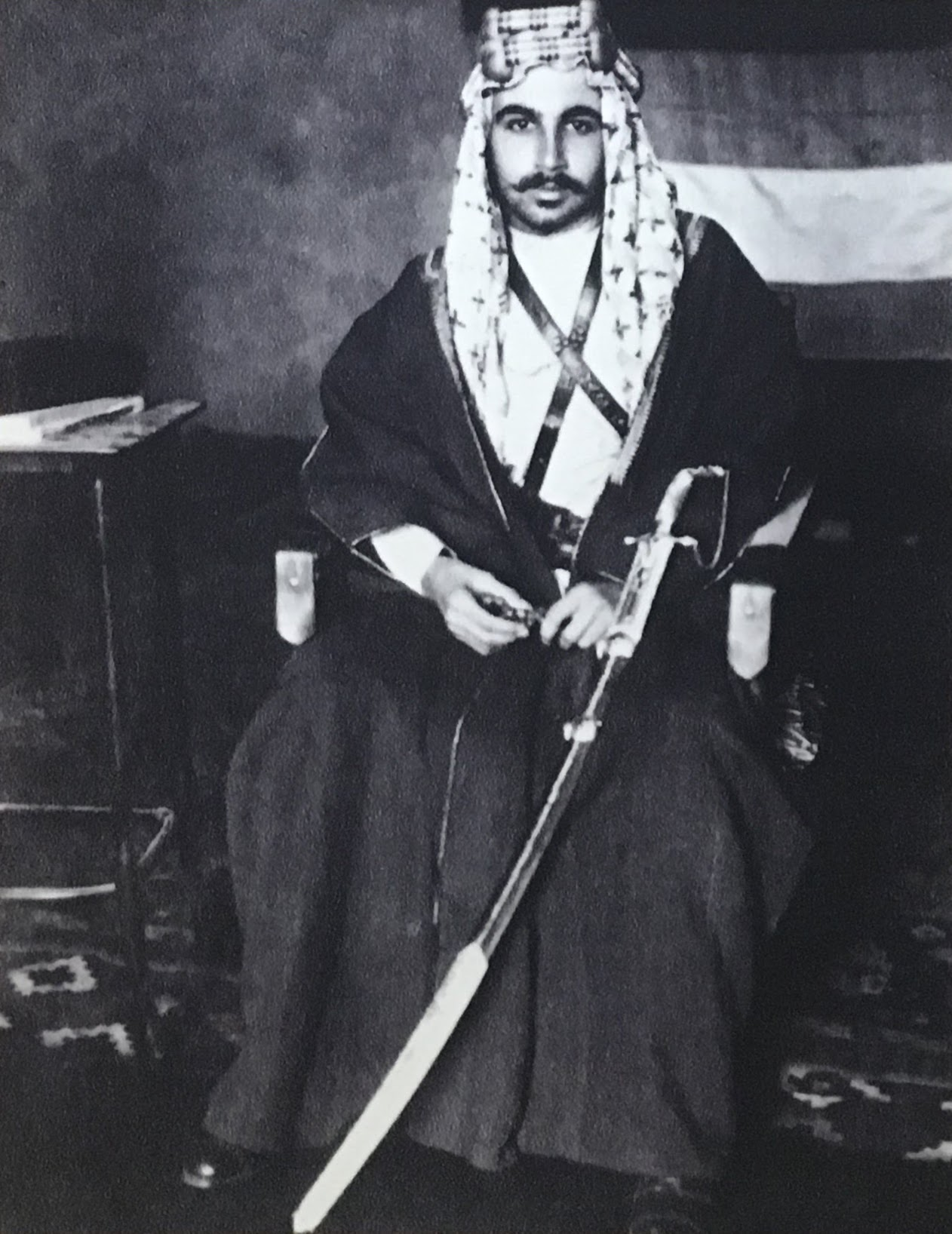
Uma foto do Rei Faiçal I do Iraque tirada no início dos anos 1900

Em 7 de março de 1920, Faiçal foi proclamado Rei do Reino Árabe da Síria (Grande Síria) pelo governo do Congresso Nacional Sírio de Hashim al-Atassi. Em abril de 1920, a conferência de San Remo deu à França o mandato à Síria, o que levou à Guerra Franco-Síria. Na Batalha de Maysalun, em 24 de julho de 1920, os Franceses foram vitoriosos e Faiçal foi expulso da Síria. Ele foi morar no Reino Unido em agosto daquele ano.
Em março de 1921, na Conferência do Cairo, os Britânicos decidiram que Faiçal era um bom candidato para governar o Mandato Britânico do Iraque por causa de sua aparente atitude conciliatória em relação às Grandes Potências e com base no conselho de TE Lawrence, mais conhecido como Lawrence da Arábia. Mas, em 1921, poucas pessoas a viver no Iraque sabiam quem Faiçal era ou já ouvira o seu nome. Com a ajuda de autoridades Britânicas, incluindo Gertrude Bell, ele fez campanha com sucesso entre os Árabes do Iraque e conquistou o apoio popular.
O governo Britânico, detentores do mandato no Iraque, estavam preocupados com a agitação na colónia. Eles decidiram se afastar da administração direta e criar uma monarquia para liderar o Iraque enquanto eles mantivessem o mandato. Após um plebiscito mostrando 96% a favor, Faiçal concordou em tornar-se rei. Em agosto de 1921, ele foi feito rei do Iraque. O Iraque era uma nova entidade criada a partir dos antigos vilaietes Otomanos (províncias) de Mosul, Bagdá e Baçorá. Os vilaietes otomanos geralmente recebiam o nome da sua capital - assim, o vilaiete de Baçorá era o sul do Iraque. Dado este pano de fundo, não havia senso de nacionalismo iraquiano nem mesmo de identidade nacional iraquiana quando Faiçal assumiu seu trono. Durante seu reinado como Rei, Faiçal encorajou o nacionalismo pan-arábico que visava, em última análise, aproximar os mandatos Franceses da Síria e do Líbano do mandato Britânico da Palestina sob seu governo pois Faiçal estava ciente de que sua base de poder era com os Árabes sunitas do Iraque, que formavam uma minoria. Em contraste, se a Síria, o Líbano e a Palestina fossem incorporados ao seu reino, então os Árabes Sunitas comporiam a maioria de seus súditos, tornando os Xiitas Árabes e os Curdos do Iraque em minorias. Além disso, os Xiitas Árabes do Iraque tinham tradicionalmente buscado liderança na Pérsia, e o grito de guerra do Pan-Arabismo poderia unir os Árabes Sunitas e Xiitas em torno de um senso comum de Identidade Árabe. No Iraque, a maioria dos Árabes eram Xiitas que não haviam respondido ao pedido para que o Xarife Hussein se unisse à "Grande Revolta Árabe", pois o Xarife era um Sunita do Hejaz, tornando-o um duplo forasteiro. Em vez de arriscar a ira dos Otomanos em nome de um forasteiro como Hussein, os xiitas do Iraque ignoraram a Grande Revolta Árabe. No Império Otomano, a religião do estado era o Islamismo Sunita e os Xiitas tinham sido marginalizados por sua religião, tornando a população xiita mais pobre e menos instruída do que a população sunita.

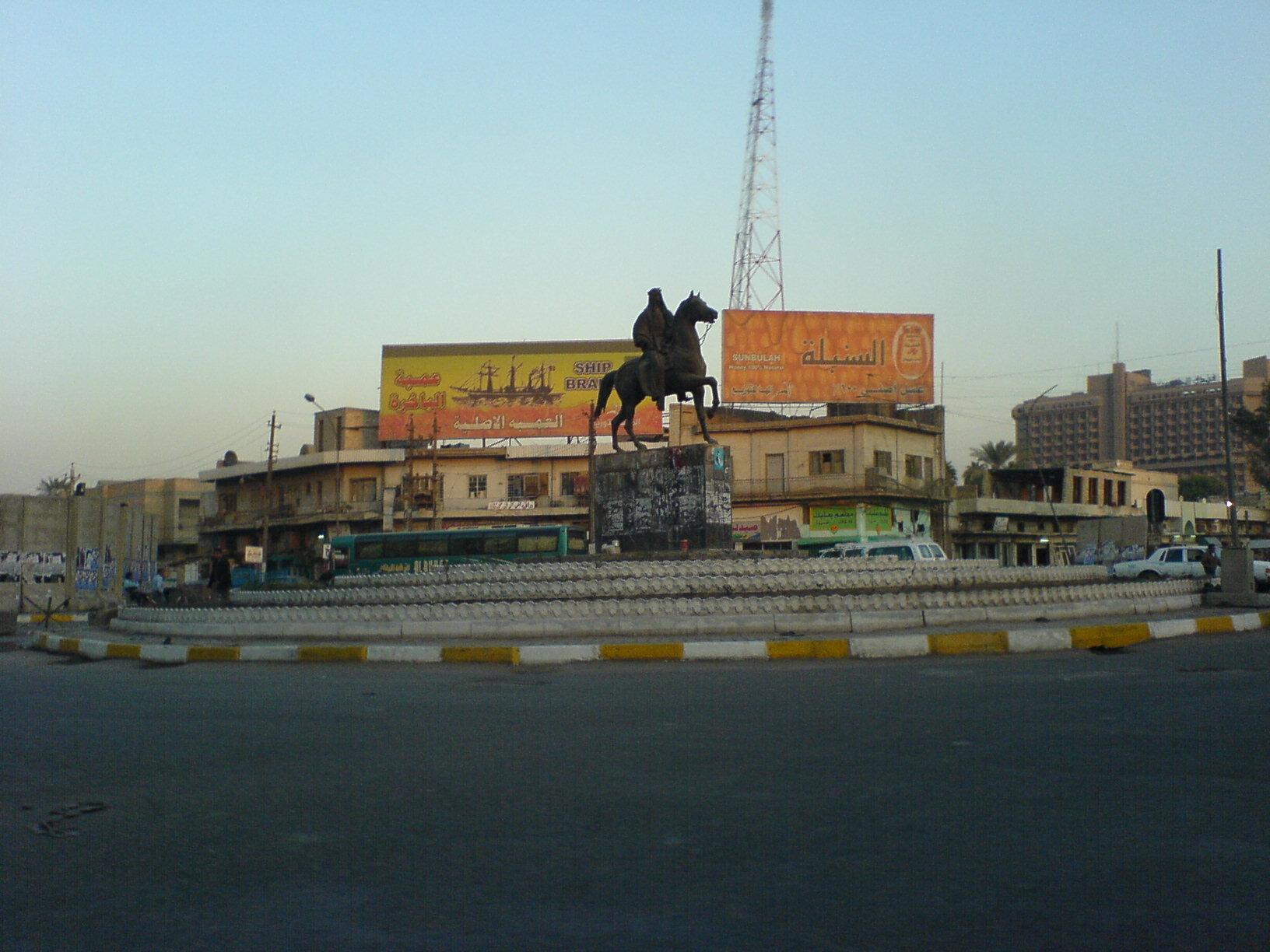
Estátua do Rei Faiçal numa praça com o seu nome no final da Rua de Haifa em Bagdá

Faiçal incentivou um influxo de exilados e procuradores Sírios a cultivar melhores relações Iraquiano-Sírias. A fim de melhorar a educação no país, Faiçal empregou médicos e professores no serviço civil e nomeou Sati 'al-Husri, o ex-ministro da Educação de Damasco, como seu diretor do Ministério da Educação. Esse influxo resultou em muito ressentimento nativo para com os Sírios e Libaneses no Iraque. A tendência dos imigrantes Sírios no Ministério da Educação de escrever e publicar livros escolares glorificando o Califado Omíada como a "idade de ouro" dos Árabes, juntamente com as observações altamente desdenhosas sobre o Califa Ali, causou grande ofensa na comunidade Xiita no Iraque, causando protestos e levando Faiçal a retirar os livros didáticos ofensivos em 1927 e novamente em 1933, quando foram reeditados. O próprio Faiçal era um homem tolerante, proclamando-se amigo das comunidades Xiita, Curda e Judaica em seu reino, e em 1928 criticou a política de alguns de seus ministros de procurar demitir todos os iraquianos judeus do serviço civil, mas a sua política de promover o nacionalismo pan-árabe para promover as suas ambições pessoais e dinásticas provou ser uma força disruptiva no Iraque, uma vez que criou uma barreira entre as comunidades Árabe e Curda. A política de Faiçal de equiparar os wataniyya ("patriotismo" ou, neste caso, a ira) a serem árabes marginalizou os curdos que temiam que eles não tivessem lugar num Iraque dominado pelos Árabes, de fato num estado que coligava ser iraquiano a ser árabe.
Faiçal também desenvolveu rotas motoras no deserto de Bagdá a Damasco e Bagdá a Amã. Isso levou a um grande interesse no campo petrolífero de Mossul e, eventualmente, ao seu plano de construir um oleoduto até um porto do Mediterrâneo, o que ajudaria o Iraque economicamente. Isso também levou a um aumento no desejo do Iraque por mais influência no Oriente Árabe. Durante o seu reinado, Faiçal fez um grande esforço para tornar o exército do Iraque numa força poderosa. Ele tentou impor o serviço militar universal para conseguir isso, mas isso falhou. Alguns veem isso como parte de seu plano para promover a sua agenda pan-Árabe.

Royal Standard, como Rei da Síria

Royal Standard, como Rei do Iraque

Durante a Grande Revolta Síria contra o domínio Francês na Síria, Faiçal não apoiou particularmente os rebeldes em parte por causa da pressão Britânica, em parte devido à sua própria natureza cautelosa, e principalmente porque ele tinha razões para acreditar que os franceses estavam interessados em instalar um Haxemita para governar a Síria em seu nome. Em 1925, após a revolta dos Drusos Sírios, o governo Francês começou a consultar Faiçal sobre questões sírias. Ele aconselhou os franceses a restaurar o poder Haxemita em Damasco. Os Franceses consultaram Faiçal porque foram inspirados pelo seu sucesso como líder imposto no Iraque. Acontece que os Franceses estavam meramente jogando com Faisal enquanto desejavam dar a ele a impressão de que ele poderia ser restaurado como rei da Síria para dissuadi-lo de apoiar os rebeldes Sírios, e uma vez esmagada a revolta Síria, eles perderam o interesse em ter um Haxemita a governar a Síria. Além disso, os Sírios tendiam a desprezar as pessoas do Iraque como não sofisticadas e grosseiras comparadas a si mesmas, e muitos nacionalistas Sírios não estavam dispostos a aceitar a ideia de serem governados de Bagdá.
Em 1929, quando tumultos sangrentos eclodiram em Jerusalém entre as comunidades Árabe e Judaica, Faiçal apoiou fortemente a posição dos Árabes e pressionou os Britânicos para uma solução pró-Árabe da crise da Palestina. Em um memorando em que expunha seus pontos de vista sobre a Palestina, submetido ao alto comissário Britânico Sir Hubert Young em 7 de Dezembro de 1929, Faiçal aceitou a Declaração Balfour, mas apenas no sentido mais mínimo de que a declaração prometera um "lar nacional Judaico". Faiçal declarou que estava disposto a aceitar o Mandato Palestino como um "lar nacional Judaico" para onde os Judeus que fugiam da perseguição ao redor do mundo poderiam ir, mas ele estava convencido de que não haveria um estado Judeu. Faiçal argumentou que a melhor solução era a Grã-Bretanha conceder a independência à Palestina, que seria unida em uma federação liderada por seu irmão, o Emir Abdullah da Transjordânia, que permitiria um "lar nacional" Judaico sob sua soberania. Faiçal argumentou que o que era necessário era um acordo sob o qual os Palestinos deixariam de se opor à imigração Judaica à Palestina, em troca da qual os sionistas desistiriam de seus planos de um dia criar um Estado judeu na Terra Santa. A solução preferida de Faiçal à "Questão Palestina", que ele admitiu não ser prática no momento, era para uma federação que uniria o Iraque, a Síria, o Líbano e a Palestina sob sua liderança.
Faiçal viu o Tratado Anglo-Iraquiano de 1930 como um obstáculo à sua agenda pan-Árabe, embora desse ao Iraque um grau de independência política. Ele queria ter certeza de que o tratado tinha uma data de término embutida porque o tratado dividia ainda mais a Síria e o Iraque, o primeiro que estava sob controle francês e o segundo sob o domínio britânico. Isso impedia a união entre duas grandes regiões Árabes, importantes na agenda pan-Árabe de Faiçal. Ironicamente, os nacionalistas Árabes no Iraque tiveram uma recepção positiva ao tratado porque viram isso como um progresso, que parecia melhor do que a situação Árabe na Síria e na Palestina. Os esquemas de Faiçal para um Estado Iraquiano-Sírio maior sob sua liderança atraíram muita oposição da Turquia, que preferia lidar com dois vizinhos fracos em vez de um forte, e do Rei Fuad do Egito e Ibn 'Saud, que se consideravam líderes legítimos do mundo Árabe. Quando Nuri al-Said visitou o Iémen em maio de 1931 para perguntar ao Imam Yahya Muhammad Hamid ed-Din se ele estava interessado em juntar-se à "Aliança Árabe" sob a liderança de Faiçal, o Imam respondeu com um olhar confuso sobre o que seria o propósito da "Aliança Árabe" e por favor, que explicasse o significado da frase "Mundo Árabe", com a qual ele não estava familiarizado.

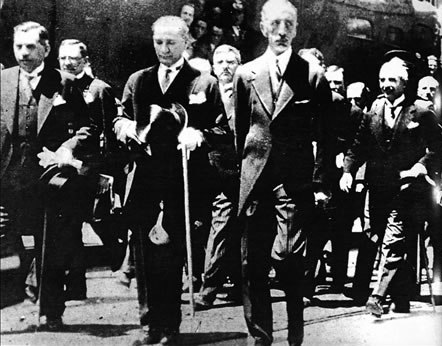
Faiçal e Mustafa Kemal durante uma visita à Turquia

Em março de 1932, poucos meses antes da independência, Faiçal escreveu um memorando em que se queixou da falta de identidade nacional Iraquiana, escrevendo:
"O Iraque é um reino governado por um governo Árabe Sunita fundado sobre os destroços do domínio Otomano. Este governo domina um segmento Curdo, a maioria ignorante, que inclui pessoas com ambições pessoais que o levam a abandoná-lo [o governo] sob o pretexto de que não pertence à sua etnia. [O governo também governa] uma maioria Xiita ignorante que pertence à mesma etnia do governo, mas as perseguições que lhes aconteceram como resultado do domínio turco, que não lhes permitem que eles participem da governação e a exerçam, abriram uma profunda cunha entre o povo Árabe, dividido nessas duas seitas. Infelizmente, tudo isso faz a maioria, ou as pessoas que nutrem aspirações especiais, os religiosos entre eles, os que buscam postos sem qualificação, e aqueles que não se beneficiaram materialmente da nova liderança, para fingir que eles ainda estão sendo perseguidos porque eles são Xiitas. "
Em 1932, o mandato Britânico terminou e Faiçal foi fundamental para tornar o seu país independente. Em 3 de Outubro, o Reino do Iraque juntou-se à Liga das Nações.
Em agosto de 1933, incidentes como o massacre de Simele causaram tensão entre o Reino Unido e o Iraque. O Primeiro-Ministro Ramsay MacDonald ordenou ao Alto Comissário Francis Humphrys que fosse para o Iraque imediatamente após ouvir sobre o assassinato de Cristãos Assírios. O governo Britânico exigiu que Faiçal permanecesse em Bagdá para punir os culpados - fossem Cristãos ou Muçulmanos. Em resposta, Faiçal telegrafou à legação Iraquiana em Londres: "Embora tudo esteja normal agora no Iraque, e apesar da minha saúde debilitada, eu aguardarei a chegada de Sir Francis Humphrys em Bagdad, mas não há motivo para mais ansiedade. Informe o governo Britânico do conteúdo do meu telegrama".
Em julho de 1933, pouco antes de sua morte, Faiçal foi a Londres, onde se expressou alarmado com a situação atual dos Árabes, resultante do Conflito Israelo-Árabe e da crescente imigração judaica à Palestina, enquanto a situação política, social e económica dos Árabes estava em declínio. Ele pediu aos britânicos que limitassem a imigração judaica, assim como as compras de terras.

## Morte

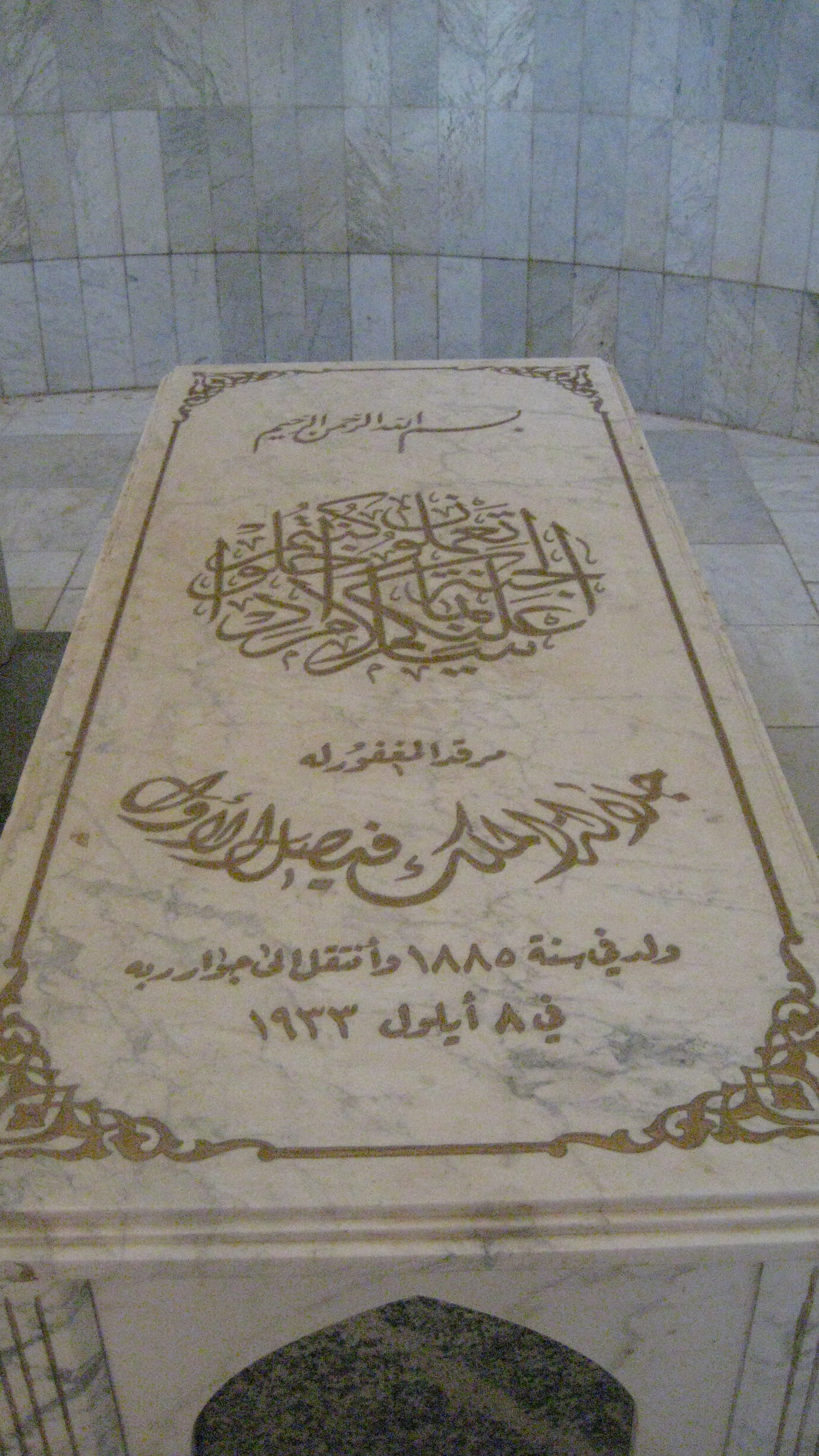
Túmulo do Rei Faiçal em Bagdá

O Rei Faiçal morreu em 8 de setembro de 1933, aos 48 anos. A causa oficial da morte foi um ataque cardíaco enquanto ele estava em Berna, na Suíça, para o exame médico geral. Ele foi sucedido no trono por seu único filho Gazi. Muitas perguntas surgiram de sua morte súbita, enquanto os médicos suíços afirmavam que ele era saudável e que nada de grave estava errado com ele. Sua enfermeira particular também relatou sinais de envenenamento por arsénico antes de sua morte. Muitos dos seus companheiros notaram naquele dia que ele estava sofrendo de dor no abdómen (sinal de envenenamento) e não no peito (um sinal típico de ataque cardíaco). O seu corpo foi rapidamente embalsamado antes de se realizar uma autópsia adequada para encontrar a causa exata da morte, um procedimento normal em tais situações.
Uma praça tem o seu nome em sua homenagem no final da Rua Haifa, em Bagdá, onde está uma estátua equestre sua. A estátua foi derrubada após a queda da monarquia em 1958, mas mais tarde restaurada.

## Casamento e filhos
Faiçal era casado com Huzaima bint Nasser e teve um filho e três filhas:
- Princesa Azza bint Faiçal.
- Princesa Rajiha bint Faiçal.
- Princesa Raifia bint Faiçal.
- Gazi, Rei do Iraque Nascido em 1912, morreu em 4 de abril de 1939, casou-se com sua prima em primeiro grau, a Princesa Aliya bint Ali, filha do Rei Ali de Hejaz.

## Filme
Faiçal foi retratado em filme pelo menos quatro vezes: em Sirocco (1951), lidando com a insurreição síria contra a França, interpretada por Jeff Corey; no épico de David Lean, Lawrence da Arábia (1962), interpretado por Alec Guinness; na sequela não oficial de Lawrence, A Dangerous Man: Lawrence After Arabia (1990), interpretado por Alexander Siddig; e na Rainha do Deserto (2015) de Werner Herzog, interpretado por Younes Bouab. Em vídeo, ele foi retratado em As Aventuras do Jovem Indiana Jones: Capítulo 19 Os Ventos da Mudança (1995), de Anthony Zaki.